# Cisti avventiziale
La cisti avventiziale è una formazione cistica della tonaca avventizia delle grandi arterie.

## Epidemiologia
Spesso colpisce i giovani e gli adulti. È più frequente nell'arteria poplitea, ma può presentarsi anche all'iliaca, alla femorale, alla radiale e all'ulnare.

## Eziopatogenesi
La patogenesi è sconosciuta, ma sembra provenga da una cisti mucoide sviluppatasi in avventizia. Può causare stenosi od occlusione dell'arteria.

## Clinica
I sintomi non sono specifici, ma il quadro può progredire come claudicatio intermittens. Alle volte può essere addirittura palpabile una massa nodulare nel cavo popliteo.

## Trattamento
Il trattamento è chirurgico (incisione e aspirazione), in relazione alla pervietà del vaso.